# Aurelio Rodríguez-Vicente Carretero
Aurelio Rodríguez Vicente-Carretero (Medina de Rioseco, 1863-Madrid, marzo de 1917), también conocido como Aurelio Carretero, fue un escultor español.

## Biografía

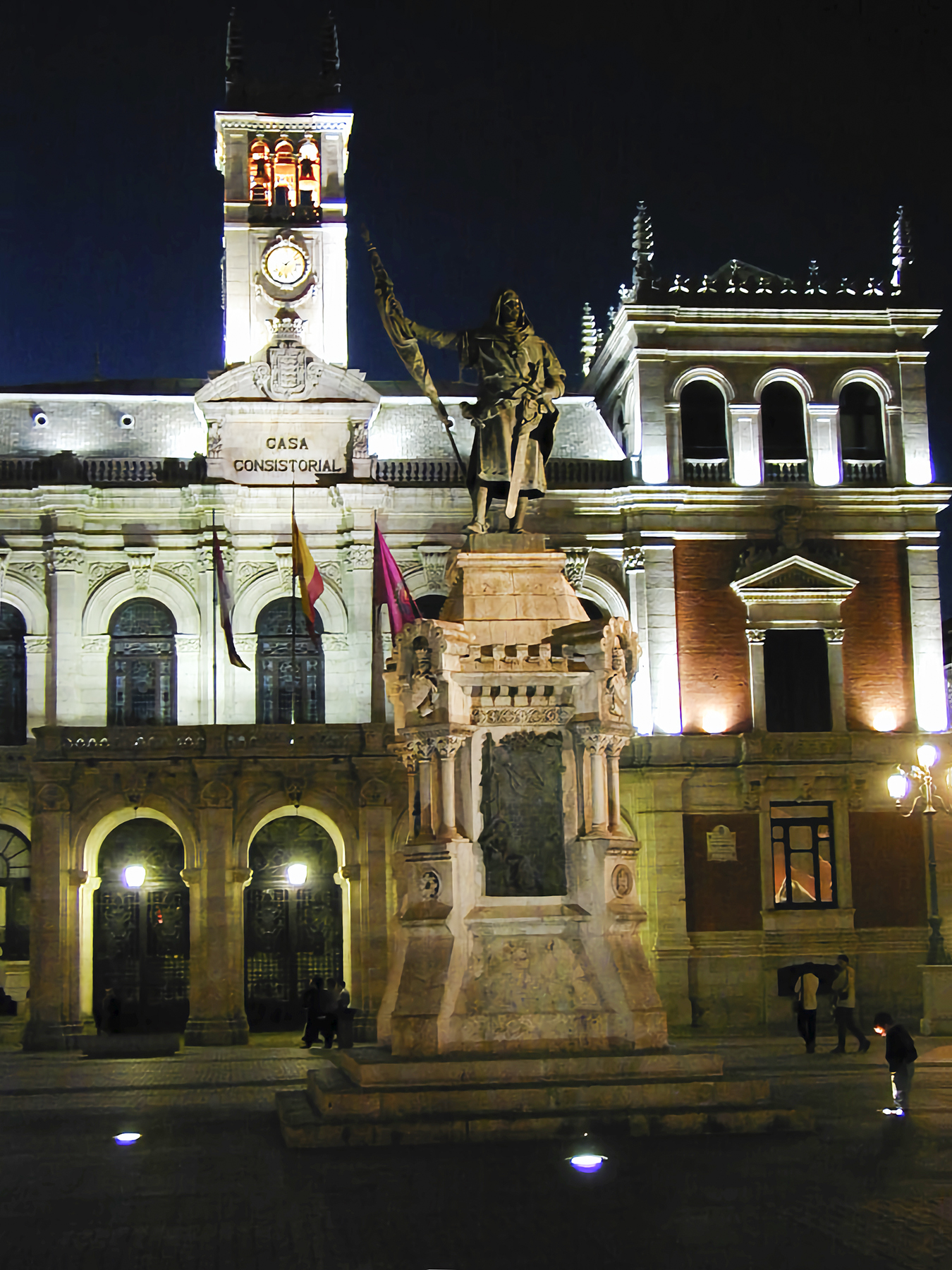
Estatua dedicada al Conde Ansúrez, obra de Aurelio Carretero.

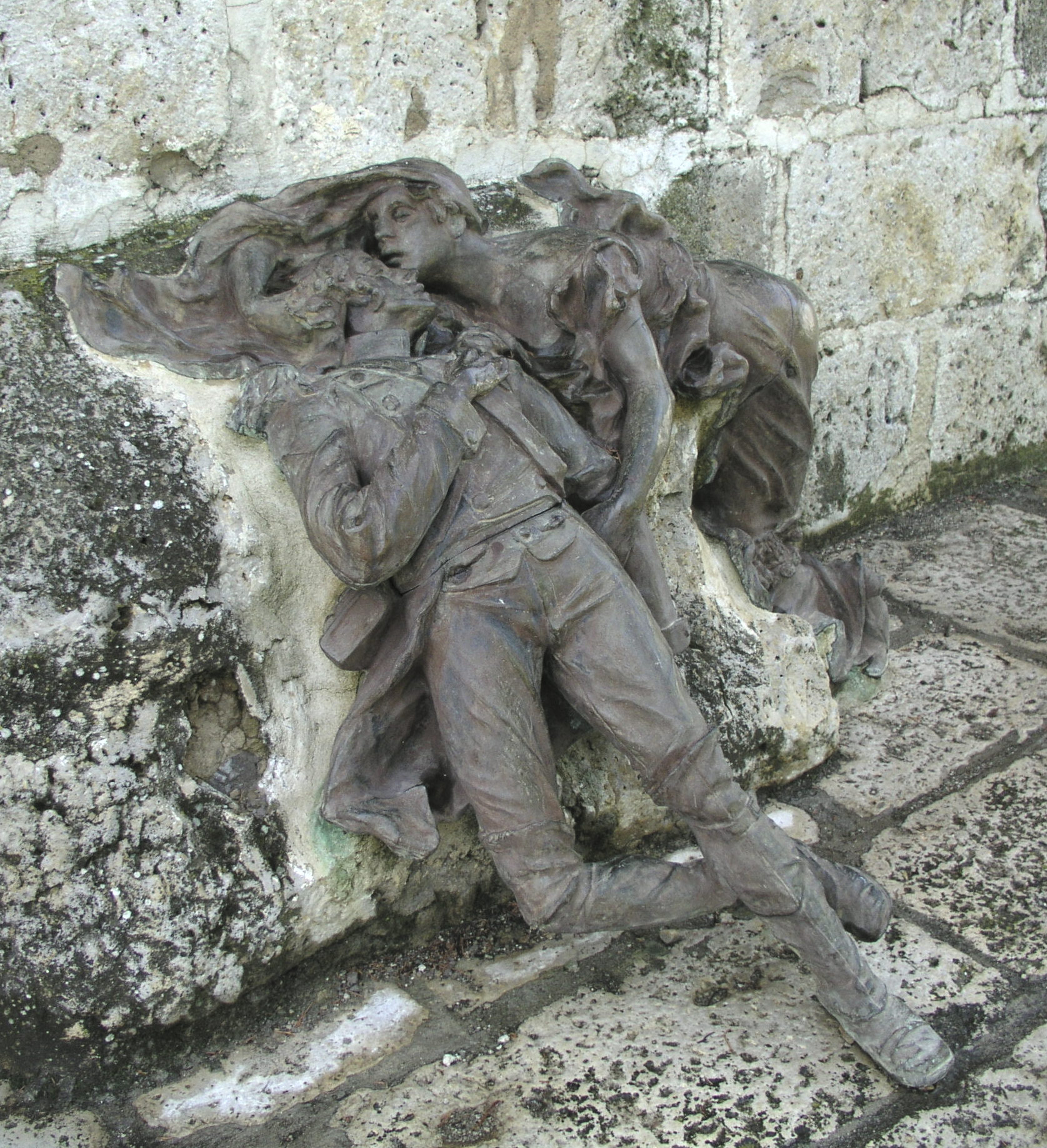
Monumento a la batalla del Moclín, o de Medina de Rioseco, en esta ciudad.

Nacido el 16 de enero de 1863 en la localidad vallisoletana de Medina de Rioseco, era hijo de José Rodríguez Carretero y Elisa Vicente Betegón. 
Inició en 1878 sus estudios en la Real Academia de Bellas Artes de la Purísima Concepción de Valladolid y a continuación ingresó en la Academia de San Fernando en Madrid. Anteriormente a su traslado a Madrid le fue concedida una beca del Ayuntamiento de Valladolid para proseguir sus estudios en la ciudad de Roma. 
Consiguió mención honorífica en la Exposición Nacional de 1895, tercera medalla en las de 1897 (con Lamentos, actualmente en el Museo del Prado) y 1904 y segunda medalla en las de 1901 y 1906.
Vivió durante un tiempo en Argentina, donde trabajó en un periódico, aunque en 1893 regresó a Madrid, ciudad en la que falleció. 
Entre sus obras destacan las realizadas para la ciudad de Valladolid: el monumento al Conde Ansúrez en la Plaza Mayor, el monumento a José Zorrilla en la plaza del mismo nombre, el busto de Miguel Íscar en el Parque del Campo Grande y la lápida a Emilio Ferrari, también en Valladolid.
Otras obras son el Monumento a los Héroes del Moclín en su localidad natal, el monumento a Campoamor acabado en 1913, situado en Navia, y el monumento a Isabel la Católica  en Medina del Campo.